# Хиллебранд, Вильгельм
Вильгельм (Уильям) Хиллебранд (нем. Wilhelm Hillebrand, англ. William Hillebrand; 1821—1886) — немецкий врач и ботаник, исследователь Гавайских островов.

## Биография
Вильгельм Хиллебранд родился 13 ноября 1821 года в городе Нихайм в семье судьи Франца Йозефа Хиллебранда и Луизы Паулины Кёниг. Учился в Гейдельбергском университете, где получил степень доктора наук, затем работал врачом в Падерборне.
В 1849 году из-за ухудшавшегося состояния здоровья отправился в Австралию, затем — на Филиппины, где также занимался врачеванием. После пребывания в Сан-Франциско в 1851 году поселился на Гавайях, где жил в продолжение 20 лет. Хиллебранд был первым врачом Госпиталя королевы в Гонолулу, также был назначен министром иммиграции. Несколько лет Хиллебранд был личным врачом короля Камехамехи V. Вильгельм выступил основателем Ботанических садов Гонолулу.
В 1871 году Хиллебранд вернулся в Германию, затем продолжил путешествовать — сначала в Швейцарию, после чего на Мадейру и Тенерифе.
В 1872 году при поддержке известного ботаника Эйсы Грея Хиллебранд начал подготовку к изданию монографии флоры Гавайских островов. Окончить эту книгу он не успел, после его смерти 13 июля 1886 года обработку рукописей закончил его сын, химик Уильям Фрэнсис Хиллебранд (1853—1925).
Основной гербарий Хиллебранда хранился в Ботаническом музее Берлин-Далем (B), однако в конце Второй мировой войны был почти полностью уничтожен вследствие авиабомбардировки.

## Некоторые научные публикации
- Hillebrand, W. (1888). Flora of the Hawaiian Islands. 673 p.

## Роды растений, названные в честь В. Хиллебранда
- Hillebrandia Oliv., 1866

## Семья
Сын Уильям Фрэнсис (1853—1925) — американский химик.